# Федотова, Валентина Ивановна
Валентина Ивановна Федотова (9 мая 1926, Горький — 21 января 2003, Москва) — советский хозяйственный, государственный и политический деятель, журналист.

## Биография
Родилась в 1926 году в Горьком. Из рабочей семьи. По окончании филологического факультета Горьковского государственного педагогического института (1949) – комсомольский функционер в родном городе. Член КПСС.
С 1949 года — на хозяйственной, общественной и политической работе. В 1949—2003 гг. — комсомольский функционер в Горьком, редактор телепрограмм для детей и юношества, редактор общественно-политических программ, главный редактор Государственного комитета Совета Министров СССР по радиовещанию и телевидению, главный редактор журнала «Советская женщина», главный редактор журнала «Мир женщины».
Будучи главным редактором телепрограмм для детей и юношества, Валентина Ивановна инициировала в 1963 году создание вечерней передачи для дошкольников и младших школьников. Эта идея возникла у неё после посещения ГДР под впечатлением от увиденного там детского мультипликационного сериала о песочном человечке. В итоге в 1964 году появилась на свет на советском телевидении детская программа «Спокойной ночи, малыши!», которая ныне является рекордсменом по продолжительности существования среди выходящих в эфир на российском ТВ передач.
Весной 1989 года избрана народным депутатом СССР  от Комитета советских женщин и членом Комитета Верховного Совета СССР по вопросам гласности, прав и обращений граждан.
Умерла В. И. Федотова в Москве в 2003 году. Похоронена на Химкинском кладбище.